# 北海道道789号上志文四条東線

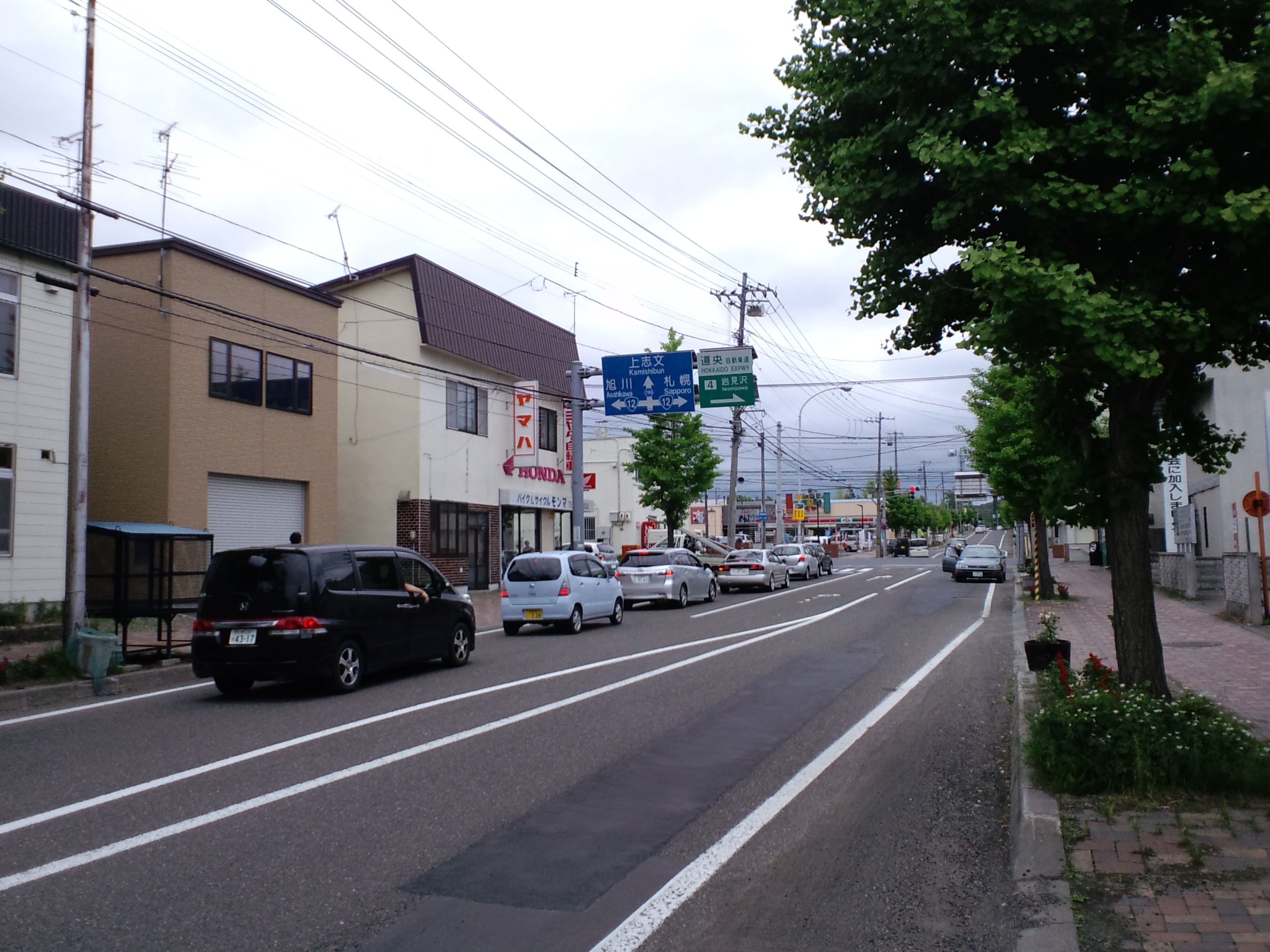
国道12号交差点付近

北海道道789号上志文四条東線（ほっかいどうどう789ごう かみしぶんよじょうひがしせん）は、北海道岩見沢市内を結ぶ一般道道（北海道道）である。

## 概要
当該路線は、岩見沢市道「中央通」として位置づけられている。これは開拓当初、北端に旧岩見沢駅が存在し、岩見沢市から栗山町を抜け夕張市へと続く「夕張通」として、この路線を中心に発展してきた経緯からである。

### 路線データ
- 起点：北海道岩見沢市上志文町（北海道道30号三笠栗山線交点）
- 終点：北海道岩見沢市4条東1丁目（岩見沢市道4条通・北海道道6号岩見沢月形線・北海道道201号岩見沢停車場線交点）
- 路線延長：6.2 km（総延長）

## 歴史
- 1973年（昭和48年）3月31日 路線認定[1]。
- 2004年（平成16年）北海道道30号三笠栗山線の線形改良により、旧三栗線の一部を当該路線として、起点を南に1キロほど延長。

## 地理

### 通過する自治体
- 空知総合振興局
  - 岩見沢市

### 交差する道路
岩見沢市
- 北海道道30号三笠栗山線 - 上志文町（起点）
- 国道12号 -10条東1丁目
- 北海道道6号岩見沢月形線 - 4条東1丁目（終点）
- 北海道道201号岩見沢停車場線 - 4条東1丁目（終点）

### 沿線にある施設など
岩見沢市
- 岩見沢警察署宮下連絡所 - 12条東1丁目13-5
- 岩見沢市役所本庁舎 - 鳩が丘1丁目1-1
- 東山公園（陸上競技場） - 総合公園
- 玉泉館跡地公園 - 東山3丁目3-1